# Ibn Butlan
Abū al-Ḥasan al-Mukhtār ibn ʿAbdūn b. Saʿdūn (in arabo ابو الحسن المختار ابن عبدون بن سعدون ابن بطلان‎?), meglio conosciuto come Ibn Buṭlān; Baghdad, 1001 – Antiochia di Siria, 2 settembre 1052 o 1066 ) è stato un medico arabo di fede cristiana nestoriana (melkita), che visse a Baghdad durante l'epoca d'oro islamica.

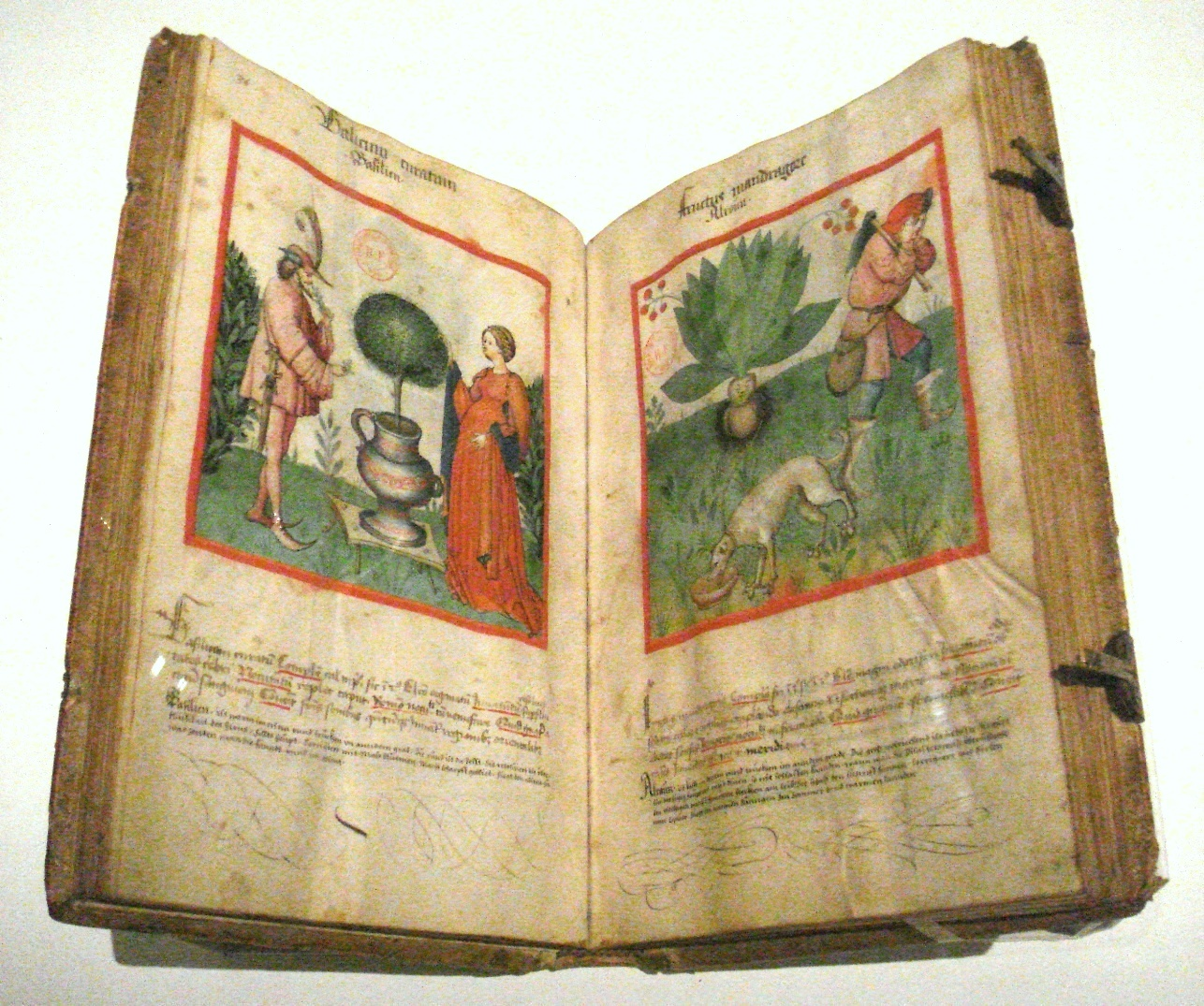
Il Tacuinum sanitatis di Ibn Buṭlān, Renania, seconda metà del XV secolo.

Allievo del sacerdote cristiano, filosofo e medico, Ibn al-Ṭayyib, nel 1049 lasciò la sua città natìa per conoscere altri luoghi, visitando Aleppo, Laodicea, Giaffa, Il Cairo e Costantinopoli. Trascorse la fine della sua vita in un monastero nei pressi di Antiochia, dove prese i voti.
La sua opera Taqwīm al‑ṣiḥḥa (in arabo تقويم الصحة‎? (Tavole della salute) è un trattato di medicina islamica che contiene nozioni razionali di igiene, dietetica e di pratica medica. Mette in risalto i benefici di una regolare cura fisica e mentale del proprio fisico.

Fu tradotto in latino da Faraj ben Salim.
La grande popolarità e le numerose pubblicazioni che furono riservate a questo testo medievale del Vicino Oriente fin dal XIV secolo, sono la dimostrazione dell'influenza che la cultura araba ebbe sull'Europa moderna. Nella National Medical Library ne è conservata una copia.